# 180
180（百八十、ひゃくはちじゅう、ももやそ）は自然数、また整数において、179の次で181の前の数である。 

## 性質
- 180は合成数であり、約数は1, 2, 3, 4, 5, 6, 9, 10, 12, 15, 18, 20, 30, 36, 45, 60, 90, 180である。
  - 約数の和は546。
  - 41番目の過剰数である。1つ前は176、次は186。
    - σ (n) ≧ 3n を満たす n とみたとき2番目の数である。1つ前は120、次は240。(ただしσは約数関数、オンライン整数列大辞典の数列 A023197)
    - 約数の和が500以上である最小の数である。

  - 約数の積の値がそれ以前の数を上回る23番目の数である。1つ前は168、次は240。(オンライン整数列大辞典の数列 A034287)
- 26番目の高度過剰数である。1つ前は168、次は210。
- 11番目の高度合成数であり、約数を18個もつ。1つ前は120、次は240。
  - 約数を18個もつ最小の数である。次は252。(オンライン整数列大辞典の数列 A030636)
    - 約数を n 個もつ最小の数とみたとき。1つ前の17個は65536、次の19個は262144。(オンライン整数列大辞典の数列 A005179)
- 自分自身のすべての約数の積が自分自身の9乗になる最小の数である。1つ前の8乗は120、次の10乗は240。(オンライン整数列大辞典の数列 A003680)
- 54番目のハーシャッド数である。1つ前は171、次は190。
  - 9を基とする19番目のハーシャッド数である。1つ前は171、次は207。
- 180 = 22 × 32 × 5
  - 3つの異なる素因数の積で p 2 × q 2 × r の形で表せる最小の数である。次は252。(オンライン整数列大辞典の数列 A179643)
- 180 = 4 × 5 × 9
  - n = 4 のときの n(n + 1)(2n + 1) の値とみたとき1つ前は84、次は330。(オンライン整数列大辞典の数列 A055112)
- 6つの連続する素数の和で表せる8番目の数である。1つ前は156、次は204。
180 = 19 + 23 + 29 + 31 + 37 + 41
- 1802 + 1 = 32401 であり、n 2 + 1 が素数になる33番目の数である。1つ前は176、次は184。
- 180 = 3 × 6 × 10
  - 3連続三角数の積で表せる2番目の数である。1つ前は18、次は900。
- 180 = 1 × 3 × 6 × 10
  - 4連続三角数の積で表せる最小の数である。次は2700。
- 180 = 63 − 62
  - n = 6 のときの n 3 − n 2 の値とみたとき1つ前は100、次は294。(オンライン整数列大辞典の数列 A045991)
- 180 = 5 × 62
  - n = 6 のときの 5n 2 の値とみたとき1つ前は125、次は245。(オンライン整数列大辞典の数列 A033429)
- 180 = 10 × σ(10) (ただし σ は約数関数)
  - n = 10 のときの n × σ (n) の値とみたとき1つ前は117、次は132。(オンライン整数列大辞典の数列 A064987)
- 1/180 = 0.0055… (下線部は循環節で長さは1)
  - 逆数が循環小数になる数で循環節が1になる20番目の数である。1つ前は150、次は192。(オンライン整数列大辞典の数列 A070021)
- {\displaystyle 180={\frac {1\times 2\times 3\times 4\times 5\times 6\times 7}{1+2+3+4+5+6+7}}} この形の1つ前は8、次は1120。(オンライン整数列大辞典の数列 A108552)
- 180 = 62 + 122
  - 異なる2つの平方数の和で表せる54番目の数である。1つ前は178、次は181。(オンライン整数列大辞典の数列 A004431)
- 180 = 42 + 82 + 102
  - 3つの平方数の和1通りで表せる63番目の数である。1つ前は176、次は184。(オンライン整数列大辞典の数列 A025321)
  - 異なる3つの平方数の和1通りで表せる56番目の数である。1つ前は178、次は184。(オンライン整数列大辞典の数列 A025339)
- 180 = 13 + 33 + 33 + 53
  - 4つの正の数の立方数の和で表せる38番目の数である。1つ前は168、次は182。(オンライン整数列大辞典の数列 A003327)
- n = 180 のとき n と n − 1 を並べた数を作ると素数になる。n と n − 1 を並べた数が素数になる21番目の数である。1つ前は172、次は192。(オンライン整数列大辞典の数列 A054211)
- n = 180 のとき n と n + 1 を並べた数を作ると素数になる。n と n + 1 を並べた数が素数になる23番目の数である。1つ前は156、次は186。(オンライン整数列大辞典の数列 A030457)
  - n = 180 のとき n と n − 1 および n と n + 1 を並べた数が素数になる5番目の数である。1つ前は108、次は192。(オンライン整数列大辞典の数列 A068700)
例．180179 と 180181 は素数。またこの2つの素数は双子素数である。
- 180 = 142 − 16
  - n = 14 のときの n 2 − 16 の値とみたとき1つ前は153、次は209。(オンライン整数列大辞典の数列 A028566)
- 180 = 142 − (1 + 9 + 6)
  - n = 14 のときの n 2 とその各位の和との差とみたとき1つ前は153、次は216。(オンライン整数列大辞典の数列 A224977)
- 180 = 182 − 144
  - n = 18 のときの n 2 − 122 の値とみたとき1つ前は145、次は217。(オンライン整数列大辞典の数列 A132766)
- 約数の和が180になる数は4個ある。(88, 118, 145, 179) 約数の和4個で表せる3番目の数である。1つ前は120、次は312。

## その他 180 に関連すること
- 180×単位
  - 180° = π (rad) = 2R（2直角、平角）
- 西暦180年
- 紀元前180年
- 第180代ローマ教皇はインノケンティウス4世（在位：1243年6月28日～1254年12月7日）である。
- 年始（1月1日）から数えて180日目は6月29日、閏年の場合は6月28日。
- 日本神話では、数が多いことを表す数の一つとして180が使われることがあり、「百八十神」（ももやそがみ）などの表現が見られる。例えば大国主には180柱（または181柱）の子がいるとされる。
- ダーツでは、20のトリプルを3回取ると180点となる。
- ブドウ糖 C6H12O6 の分子量は約180である。
- 日産の乗用車、180SX
- 180度経線
- RD-180
- UFC 180
- セスナ 180
- 国鉄180形蒸気機関車
- 樽見鉄道ハイモ180-100形気動車
- 名鉄ワ180形貨車
- グリーゼ180は、エリダヌス座の恒星。
- 囲碁で使われる白石の数。
- 『犬を飼うということ～スカイと我が家の180日～』は、2011年にテレビ朝日系列で放送されたテレビドラマ。
- 『180秒で君の耳を幸せにできるか?』は、2021年に放送されたASMRをテーマとしたテレビアニメ作品。